# BOSS Great Wall

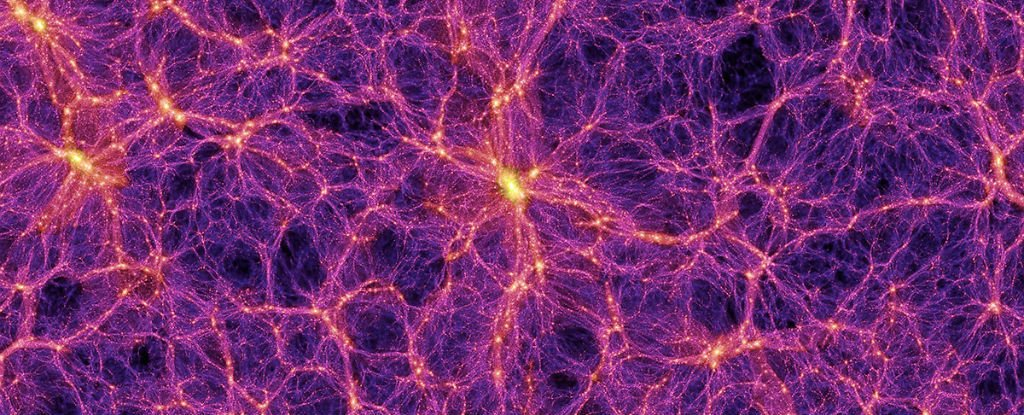
Representação de um grande sistema de superaglomerados, como a Grande Muralha BOSS, com seus aglomerados, voids e filamentos de galáxias.

A Grande Muralha BOSS (BOSS Great Wall , em inglês) é um grupo de Superaglomerado de galáxias que se estende por cerca de 1 bilhão de anos-luz de diâmetro. Sendo uma das maiores estruturas do Universo Observável.

## Características
A estrutura é conectada por gases, e, graças à gravidade, seus componentes se agitam e se movimentam em conjunto através do vácuo do espaço. O BOSS (sigla para Baryon Oscillation Spectroscopic Survey), nome dado em homenagem ao método usado para encontrar a estrutura, está localizado a cerca de 4,5 a 6,5 bilhões de anos-luz de distância da Terra.

## Descoberta
Foi descoberto por uma equipe de astrônomos do Instituto Ilhas Canárias de Astrofísica, em março de 2016. No entanto, nem todos concordam que ele possa ser uma estrutura única uma vez que não estão diretamente ligados pois, a conexão entre partes da estrutura se da às grandes nuvens de gás e poeira cósmicos.